# DN22A
DN22A este un drum național din România, care leagă Tulcea de Hârșova. Drumul pornește de lângă satul Cataloi de lângă Tulcea, traversează Munții Dobrogei și se termină la Hârșova în DN2A.